# Nomonyx dominicus
Nomonyx dominicus sau rață mascată este o mică rață cu coada rigidă care trăiește în America tropicală.

## Taxonomie
Singurul membru al genului Nomonyx, este intermediară între rața cu cap negru (Heteronetta) și adevăratele rațe cu coadă rigidă. Uneori este inclusă împreună cu acestea din urmă în genul Oxyura, dar rațele mascate sunt considerate în prezent descendenții unei verigi lipsă în evoluția Oxyurini, schimbându-se puțin timp de milioane de ani.
Numele genului Nomonyx provine din grecescul nomao „a poseda” și onux „unghie” sau „gheară”, în timp ce numele speciei este derivat de la dominicensis de la Santo Domingo sau San Domingo, care e altă denumire pentru Hispaniola.

## Dietă
Aceste rațe se hrănesc în principal cu semințe, rădăcini, tulpini, și frunze de plante acvatice. De asemenea, mănâncă insecte și crustacee acvatice. Se hrănesc prin scufundări. Aceste rațe sunt de obicei foarte discrete, dar nu sunt rare și nu sunt considerate amenințate de IUCN.

## Galerie

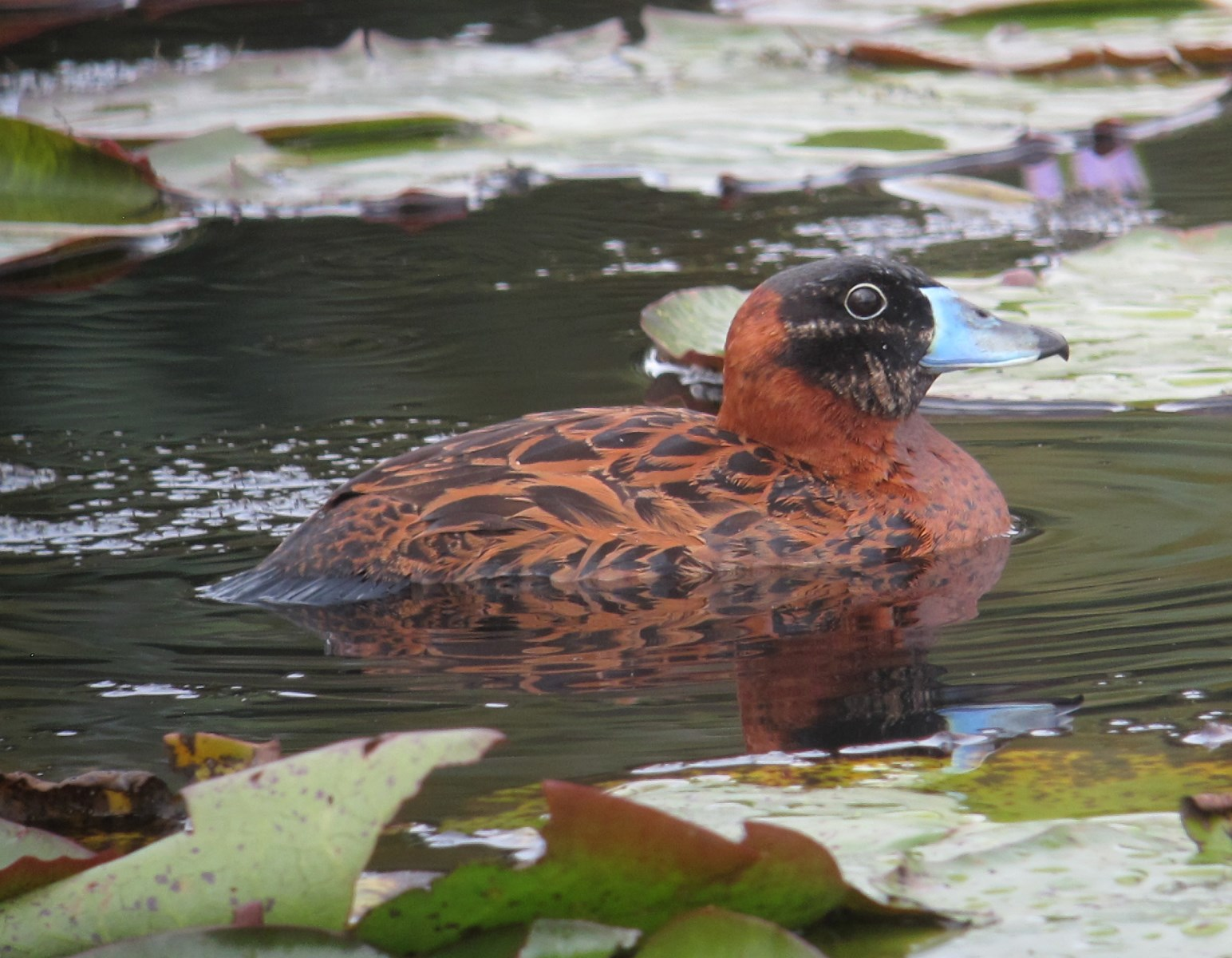
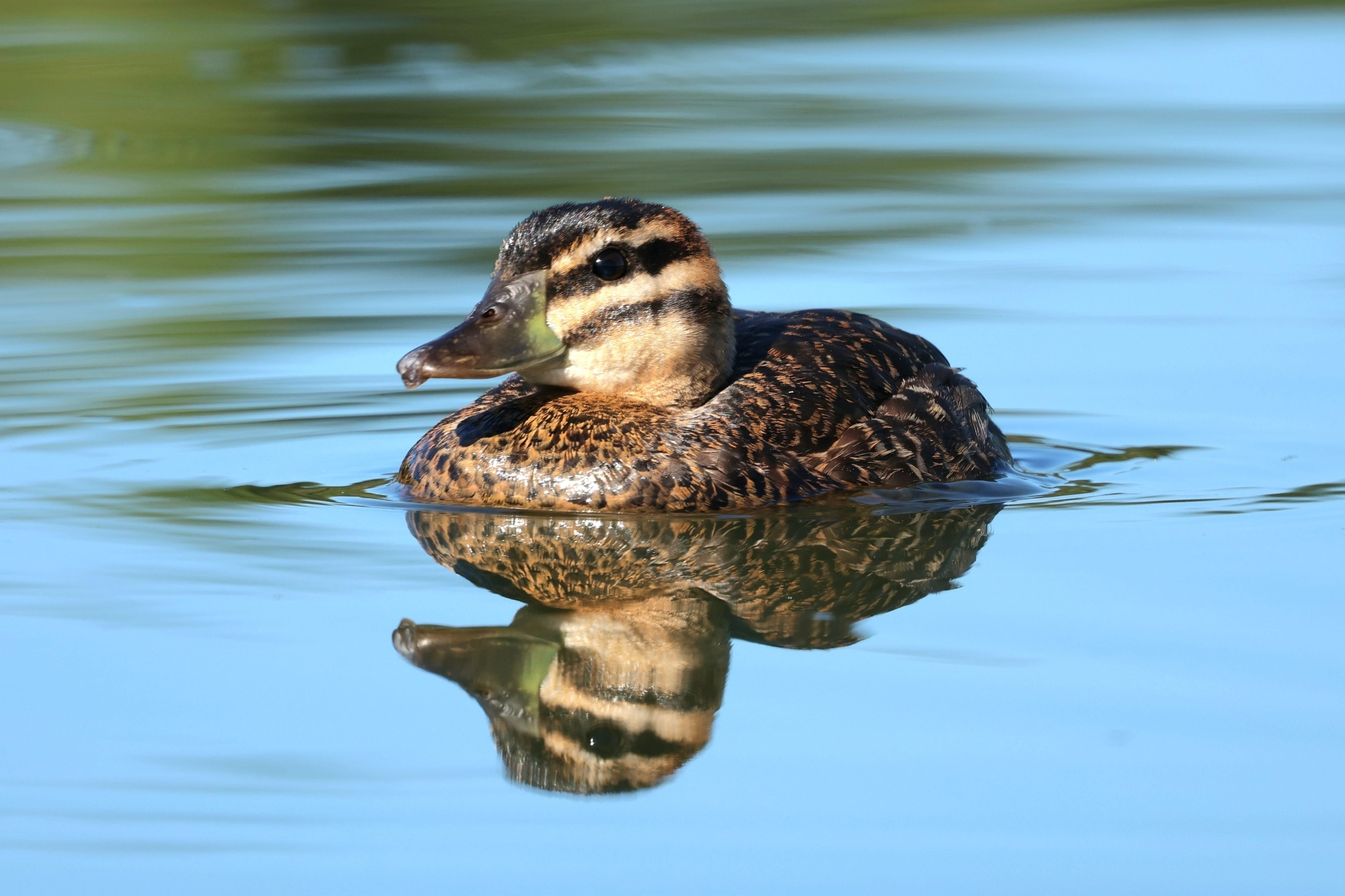
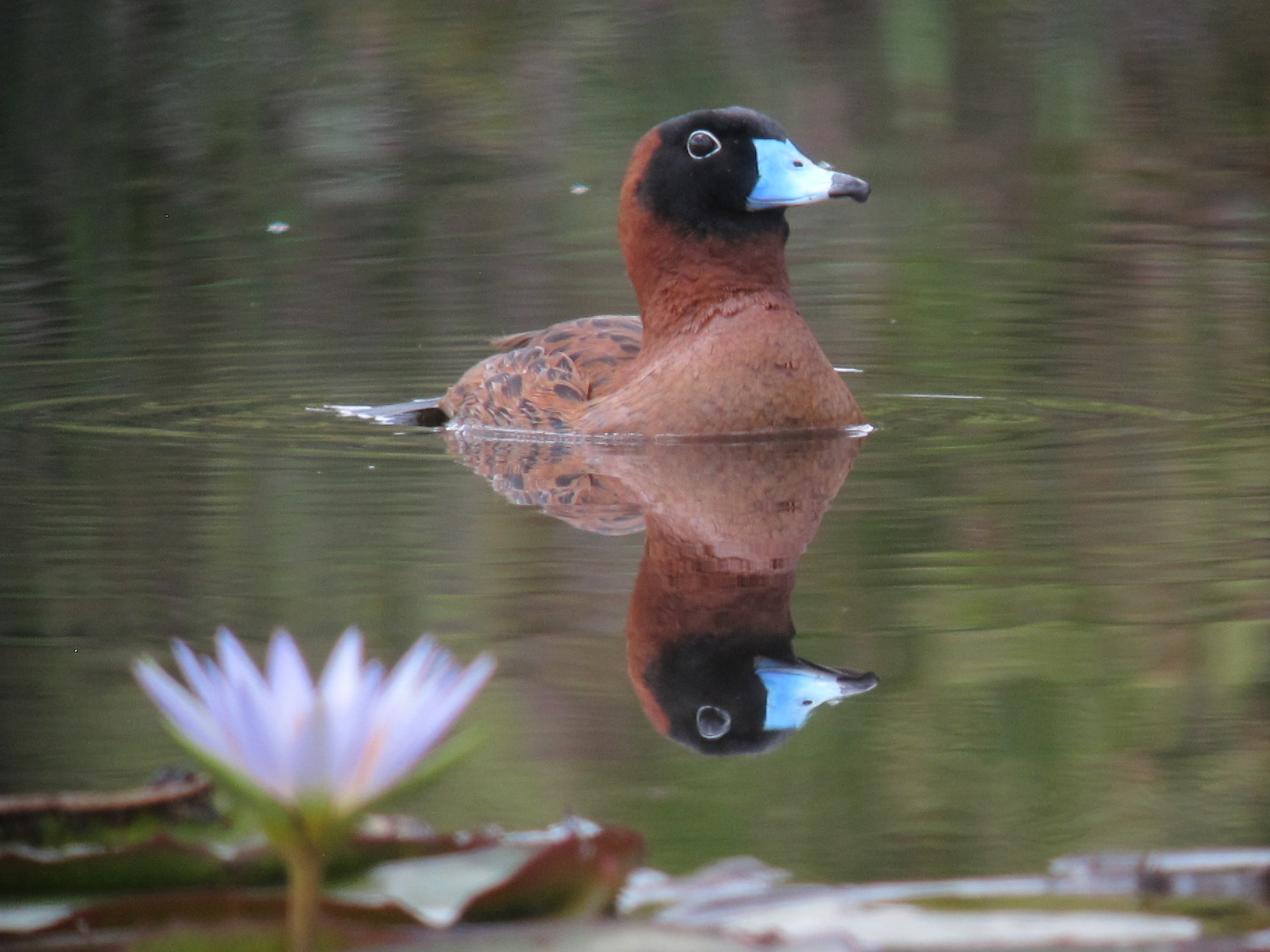
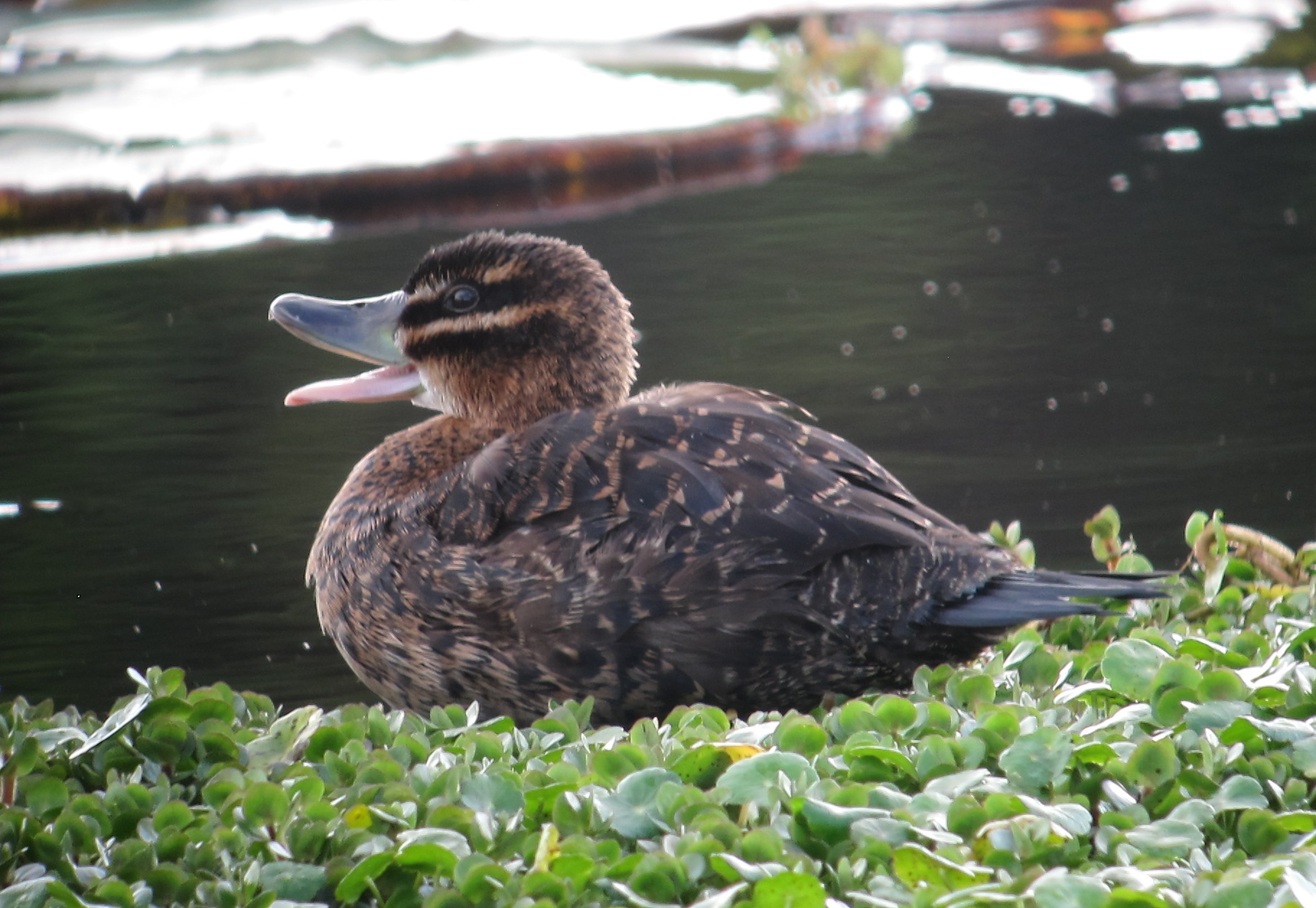
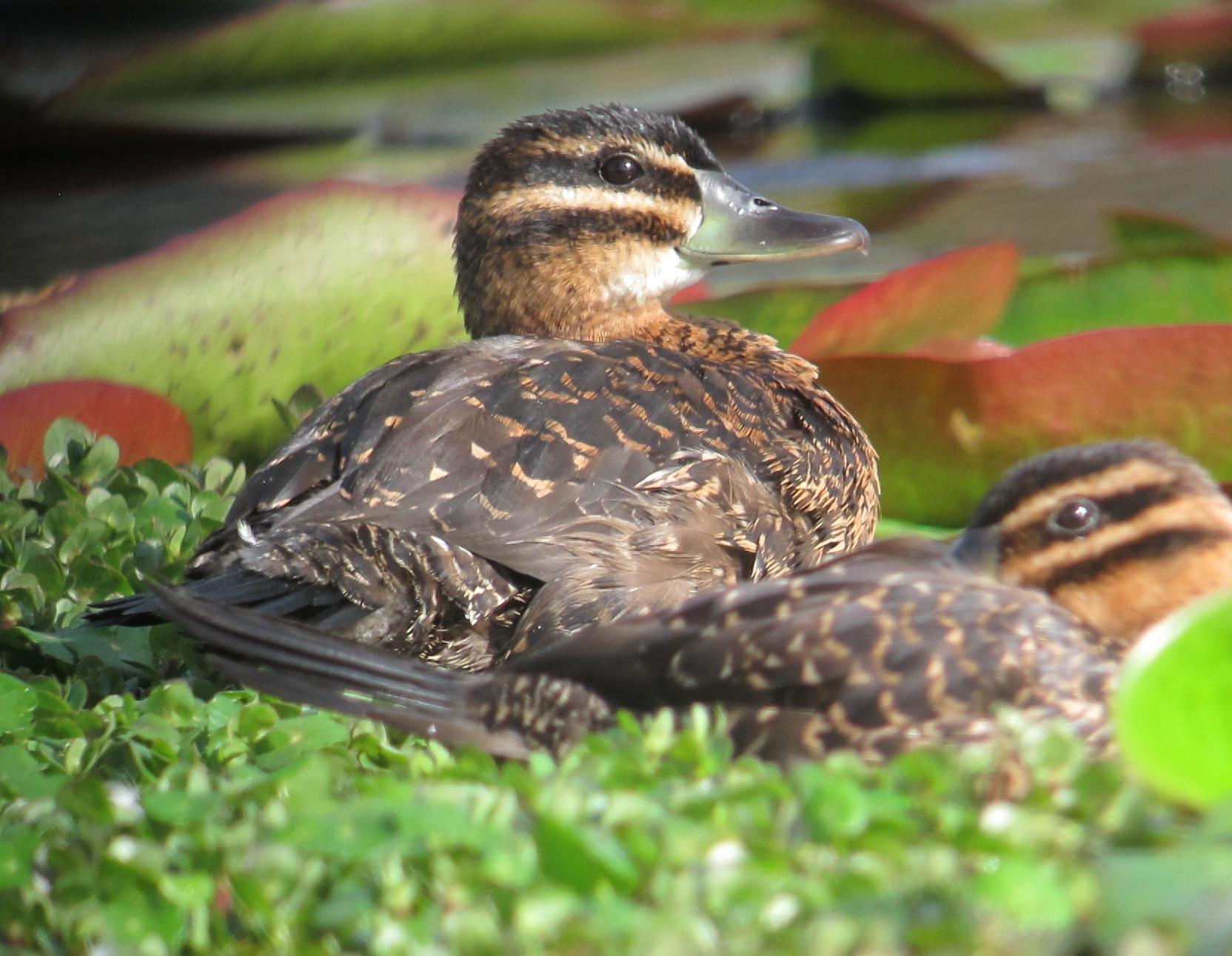
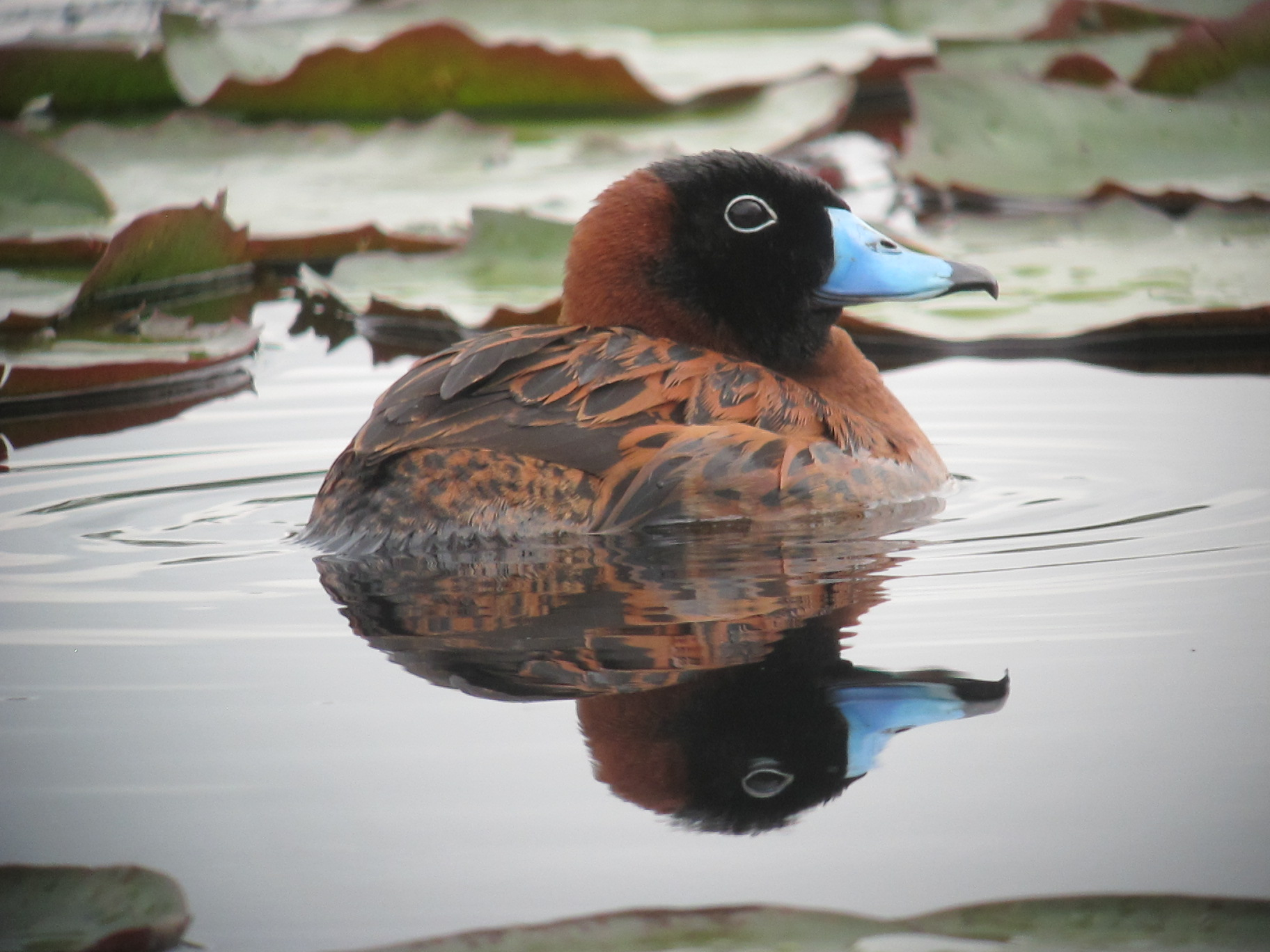
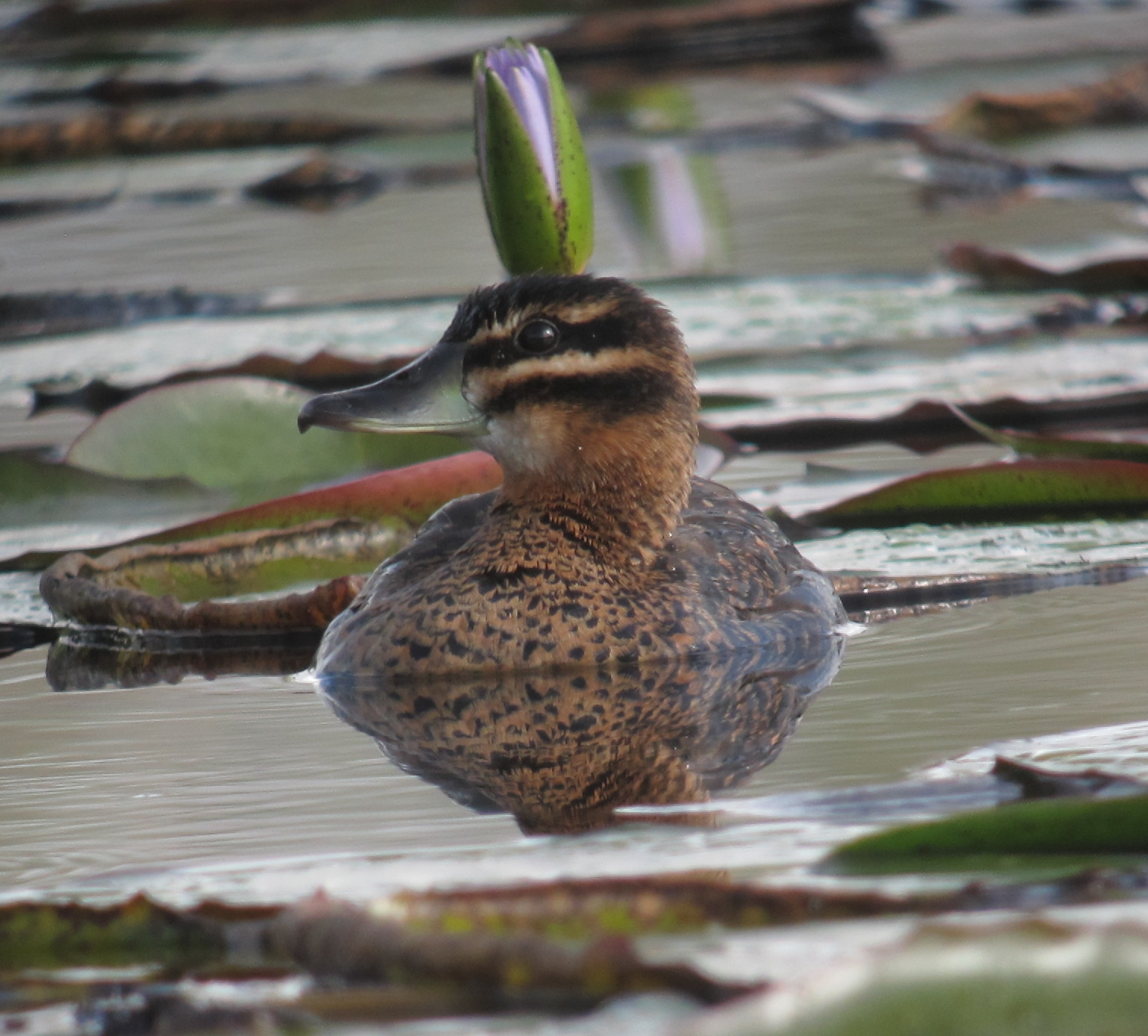
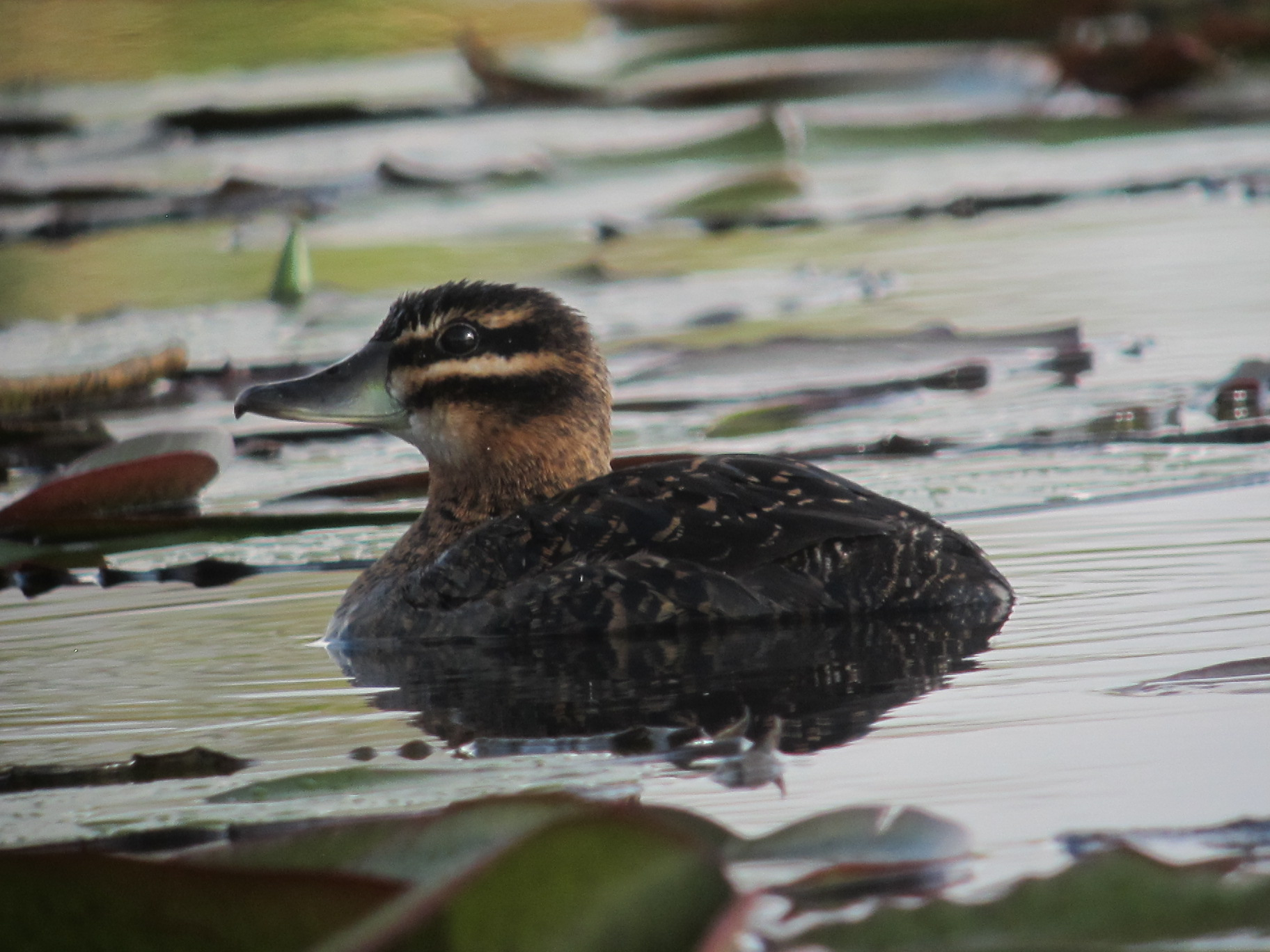